# مسرح وسينماتك القصبة

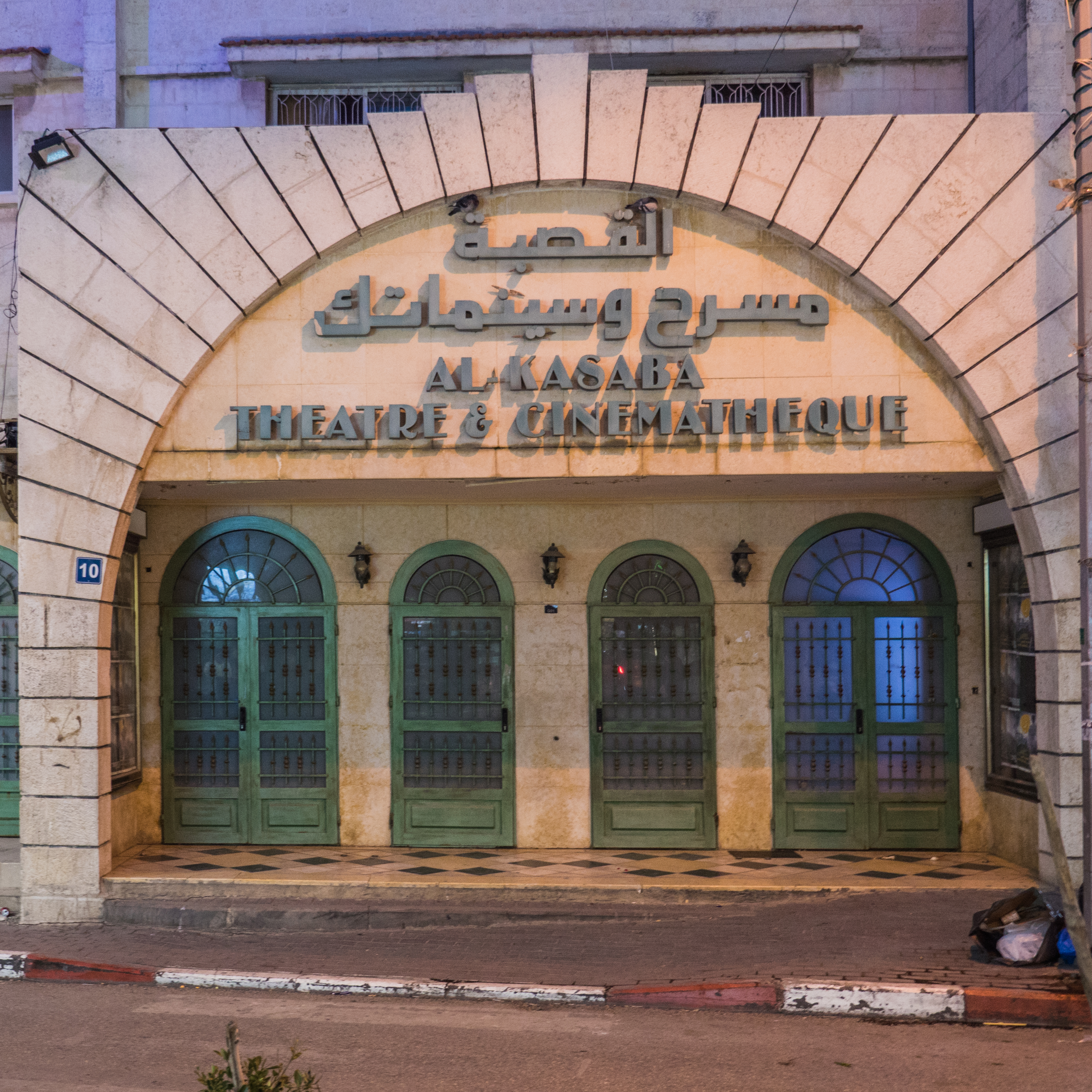

مسرح وسينامتك القصبة هي مؤسسة فلسطينية، ثقافية، غير حكومية، أسست في عام 1970 في مدينة القدس تحت اسم «فرقة الفنون المسرحية»، في عام 1984 تم تغيير الاسم ل«مسرح الشوك» بعد عامين في 1986 غيرت الفرقة المسرحية اسمها من جديد لتصبح «مسرح الورشة الفنية» بني المبنى المسرحي في القدس عام 1989وكان يحوي صالة عرض تتسع ل95 شخص، وكافيتيريا. ثم افتتح المسرح في مدينة رام الله -الضفة الغربية في الأول من حزيران من عام 2000 في مبنى «سينما الجميل» سابقا التي اغلقت أبوابها في عام 1987 واعيد فتحها باسم «مسرح السراج» في التسعينات. أصبح المسرح واحدا من أهم المراكز الثقافية في فلسطين.
تعمل المؤسسة على انتاح عروض مسرحية، كما انها تستضيف معارض فنية من مجالات فنية مختلفة مثل الرقص، الموسيقى، والمسرح. كما وتنشط كدار سينما فتعرض بها الأفلام بشكل يومي، بالإضافة لتنظيم مهرجانات سينمائية. بالإضافة للندوات الفنية منها والثقافية، الدورات، والعمل مع الأطفال، الشباب، والنساء.

## الرسالة والأهداف
«مهمتنا هي لنشر وتعزيز مسرح والفنون السينمائية في فلسطين، للمساهمة في الرسوم المتحركة من الحركة المسرح والسينما في فلسطين، والمساهمة في تعميق التواصل المحلي والعربي والدولي الثقافي.»
يهدف القصبة لتطوير الفرد فنيا، ثقافيا، من خلال اكتساب، تطوير، وتعزيز المهارات في مجالات الفنون والمسرح، عند فئة الأطفال، كما ويشجع المشاركة في نشاطات بمجالي السينما والمسرح. تفعيل المسرح والسينما في فلسطين، والمساهمة في التواصل الثقافي الحواري على الصعيد الفلسطيني، العربي، والعالمي.

## انتاجات المسرح ما بين أعوام 1970-2016
انتج المسرح خمسون عملا، بينها اثنان وثلاثون مسرحية للكبار، وثمانية عشر مسرحية للأطفال، كما وشارك المسرح في مهرجانات عربية وعالمية وحصد العديد من الجوائز منها:
1- جائزة أفضل عمل – مسرحية “قصص تحت الاحتلال”، مهرجان أورينسية في اسبانيا (2005.)
2- جائزة التانيت الذهبي ـ أفضل عمل متكامل، لمسرحية «قصص تحت الاحتلال» مهرجان أيام قرطاج المسرحية (2003.)
3- جائزة أفضل عن لمسرحية «قصص تحت الاحتلال» في مهرجان القاهرة الدولي للمسرح التجريبي – مصر (2001).
4- جائزة أفضل تصميم ملابس لمسرحية المهاجر في الدورة التاسعة لمهرجان “أيام قرطاج المسرحية” – تونس (1999).
5- جائزة أفضل إخراج لمسرحية «المهاجر» في الدورة التاسعة لمهرجان أيام قرطاج المسرحية (1999).
6- جائزة اليونيسيف الثانية عن مسرحية «السمكة الذهبية» في الدورة الأولى للمسرح العربي للطفولة في قرطاج – تونس (1999).
7- جائزة فلسطين للمسرح – فلسطين (1998).
8- جائزة أفضل ممثل للفنان أحمد أبو سلعوم، عن دوره في مسرحية «رمزي أبو المجد» في مهرجان قرطاج السابع – تونس (1995).
9- جائزة أفضل طاقم تمثيل عن مسرحية “الأطفال القزم وبنت الطحان” في مهرجان مسرح الأطفال – حيفا (1995).